# Mickey patine
Pour plus de détails, voir Fiche technique et Distribution.
Mickey patine (On Ice) est un dessin animé de Mickey Mouse produit par Walt Disney pour United Artists et sorti le 28 septembre 1935.

## Synopsis
Mickey montre à Minnie ses compétences en patinage, tandis que Dingo pratique une pêche à travers la glace peu conventionnelle. De son côté, Donald a enfilé des patins à Pluto et les tentatives du chien pour patiner le font bien rire. Donald se retrouve accroché derrière un cerf-volant et se rapproche dangereusement d'une chute d'eau. Mickey part alors à son secours.

## Fiche technique
- Titre original : On Ice
- Autres Titres[1] :
  - Allemagne : Auf dem Eis
  - Argentine/Espagne : Sobre hielo
  - France : Mickey patine
  - Suède : Musse Pigg på skridskor, Kalle Anka på skridskor[2], Kalle Anka på hal is
- Série : Mickey Mouse
- Réalisateur : Ben Sharpsteen
- Animateur : Art Babbitt, Norman Ferguson, Eric Larson, Webb Smith
- Voix : Walt Disney (Mickey), Marcellite Garner (Minnie), Pinto Colvig (Dingo et Pluto), Clarence Nash (Donald)
- Producteur : Walt Disney, John Sutherland
- Distributeur : United Artists
- Date de sortie : 28 septembre 1935[3]
- Format d'image : Couleur (Technicolor)
- Musique : Frank Churchill, Leigh Harline, Bert Lewis (non crédités)
- Son : Mono RCA Photophone
- Durée : 8 min
- Langue : (en)
- Pays :  États-Unis

## Voix françaises

### 1erdoublage (date inconnue)
- Roger Carel : Dingo

La chanson est laissée en VO.

### 2edoublage (1990)
- Jean-Paul Audrain : Mickey Mouse
- Régine Teyssot : Minnie Mouse
- Sylvain Caruso : Donald Duck
- Gérard Rinaldi : Dingo

### 3edoublage (2009)
- Laurent Pasquier : Mickey Mouse
- Marie-Charlotte Leclaire : Minnie Mouse
- Sylvain Caruso : Donald Duck
- Gérard Rinaldi : Dingo

## Distinction
- Prix spécial à la Mostra de Venise 1936 conjointement avec Qui a tué le rouge-gorge ? et Trois petits orphelins[4].

## Commentaires
La scène avec Pluto tentant de patiner a été dessinée par Norman Ferguson.
D'après un compte-rendu d'une réunion de travail de 1939 pour Bambi, Walt Disney compare la scène de patinage de Pluto comme une situation identique à celle de Bambi. Toutrefois la scène avec Pluto ne comprend qu'un personnage, alors qu'une relation se développe entre Bambi et Panpan.